# Fase latente
Secondo il modello di sviluppo a fasi di Freud, la fase latente, o di latenza, è il quarto periodo di sviluppo del bambino, essa succede alla fase fallica e precede la fase genitale. Va dai 6 anni fino alla pubertà.
La fase latente non è una fase psicosessuale, in essa la libido è "dormiente".
Secondo Freud questa fase serve al bambino per sviluppare amicizia con membri dello stesso sesso e per focalizzare la sua attenzione sulle attività che caratterizzeranno il suo sviluppo fisico (scuola e atletica).